# Heinrich Aschoff
Heinrich Aschoff (* 9. August 1893; † 10. Dezember 1958) war ein deutscher Landwirt. Er wurde postum 1965 wegen der  Rettung von Juden als Gerechter unter den Völkern ausgezeichnet.

## Leben
Heinrich Aschoff war Großbauer in Herbern. Die Familie war römisch-katholisch, ein Bruder wurde Priester. Während des Ersten Weltkriegs war er Soldat und wurde schwer verletzt, auf einem Auge war er durch eine Kriegsverletzung blind. Er war mit Maria Aschoff (1899–1953) verheiratet. Das Ehepaar hatte acht Kinder, die es streng erzog. Auf dem Hof wurden während des Zweiten Weltkriegs auch Zwangsarbeiter beschäftigt, die in einem Nebengebäude untergebracht waren. Unter ihnen waren zwei Russen und ein Pole.
Zwischen 1943 und Ostern 1945 versteckte die Familie Aschoff auf ihrem Hof die Jüdin Marga Spiegel und deren Tochter Karin (* 1938), wobei diese mehrfach das Versteck wechseln mussten und auch bei anderen Bauernfamilien im Münsterland unterkamen. Sie trugen den Decknamen „Krone“. Als einziges der Kinder der Familie Aschoff wusste die älteste Tochter Anni (* 1923; † 2011; 1948 ⚭ Karl Richter), dass die beiden „Krones“ Juden waren.
Marga Spiegel und ihre Tochter blieben nach Kriegsende mit der Familie in Kontakt. Marga Spiegel und ihr Mann Siegmund, der ebenfalls den Holocaust überlebt hatte, setzten sich früh dafür ein, dass die Verdienste ihrer Retter gewürdigt wurden.
Heinrich Aschoff wurde 1965 als Gerechter unter den Völkern ausgezeichnet. Gleichzeitig erhielten weitere Bauern, die der Familie geholfen hatten, die Auszeichnung. Dies waren Hubert Pentrop, Hermann Südfeld, Heinrich Silkenbömer und Bernhard Sickmann. Anni Richter wurde am 12. Juli 1971 für ihren Einsatz zur Rettung jüdischer Mitbürger mit dem Bundesverdienstkreuz am Bande ausgezeichnet.

## Nachwirkung
In dem Film Unter Bauern – Retter in der Nacht (2009) verkörperte Martin Horn Heinrich Aschoff, seine Frau wurde von Margarita Broich und Anni Richter von Lia Hoensbroech dargestellt.